# Akihiko Hoshide
Akihiko Hoshide (星出 彰彦, Hoshide Akihiko) est un ingénieur japonais et un astronaute de l'Agence d'exploration aérospatiale japonaise (agence spatiale japonaise), né le 28 décembre 1968 à Tokyo.  

## Enfance et études
Akihiko Hoshide a vécu aux États-Unis de 3 à 7 ans. En 1985, alors qu'il était encore en deuxième année de lycée, il a étudié à l'étranger au United World College (UWC), et en 1987, il a obtenu son diplôme du United World College of South East Asia (UWC) à Singapour.
En 1988, il est entré au département de génie mécanique de la faculté des sciences et de technologie de l'université Keio. Ses recherches de fin d'études à l'université portaient principalement sur la mécanique des fluides.
En 1992, il est recruté par l'Agence nationale de développement spatial du Japon (NASDA, qui fait maintenant partie de la JAXA) et travaille au développement du lanceur H-II. En 1996, il candidate à la troisième sélection d'astronautes japonais, mais n'est pas choisi.
Il a ensuite obtenu une licence en génie mécanique à l'université de Keio en 1992 et une maîtrise en génie aérospatial au Cullen College of Engineering de l'université de Houston en 1997,  De 1994 à 1999, il a aussi été ingénieur de soutien aux astronautes pour le bureau des astronautes de la NASDA, contribuant au développement du programme d'entraînement des astronautes, et en particulier de Koichi Wakata pour la mission STS-72. 

## Carrière d'astronaute
Akihiko Hoshide a rejoint le bureau des astronautes de la NASDA (aujourd'hui JAXA) en 1999, lors de la quatrième sélection japonaise ; en mai 2004, il a été sélectionné comme spécialiste de mission de la NASA. 
- STS-124, lancée le 31 mai 2008, vers la Station spatiale internationale, en tant que spécialiste de mission ; c'est l'une des trois missions permettant la mise en place du laboratoire japonais Kibō en 2008. Il est alors le premier japonais à contrôler le bras robotique de la navette.
- Il est membre des Expéditions 32 et 33, à bord de la Station spatiale internationale, qu'il rejoint lors du vol Soyouz TMA-05M, lancé le 15 juillet 2012. Pendant cette mission, il réalise 3 sorties extravéhiculaires avec Sunita Williams, pour changer une batterie, installer des câbles et réparer une fuite d'ammoniac[3]. Avec Williams, il capture aussi à l'aide du bras robotique canadien le premier cargo Dragon opérationnel de SpaceX, CRS-1. Il est de retour sur Terre le 19 novembre 2012, après 126 jours en orbite.
- En juillet 2014, il est commandant de la mission sous-marine NEEMO-18 de la NASA, dans le laboratoire Aquarius[1].
- En 2016, il a fait partie de la simulation CAVES de l'Agence spatiale européenne. Il y a passé deux semaines sous terre dans des grottes aux côtés des astronautes de la NASA Ricky Arnold et Jessica Meir, du taikonaute de la CNSA Ye Guangfu, du cosmonaute du Roscosmos Sergueï Korsakov et de l'astronaute de l'ESA Pedro Duque afin de simuler les conditions de vol spatial[4].

- Akihiko Hoshide a ensuite été affecté à la mission Soyouz MS-16 pour un décollage au printemps 2020[1]. Cependant, à cause des retards de développement des vaisseaux américains Crew Dragon et Starliner il a été remplacé par Christopher Cassidy dans cette équipage, la NASA souhaitant maintenir la présence d'au moins un membre d'équipage américain dans l'ISS[5].
- Il vole en Avril 2021 sur SpaceX Crew-2 avec Shane Kimbrough, K. Megan McArthur et le français Thomas Pesquet[6]. Le 27 Avril 2021, il devient le second commandant japonais de l'ISS pour cette expédition 65[7], le premier ayant été Kōichi Wakata en 2014 lors de l'expédition 39.

## Autres
Akihiko Hoshide pratique le rugby depuis son enfance, et a même emporté un ballon dans l'espace lors de sa première mission. Il fait également de la natation et de la guitare sur son temps libre.

## Honneurs
- (14926) Hoshide

## Galerie

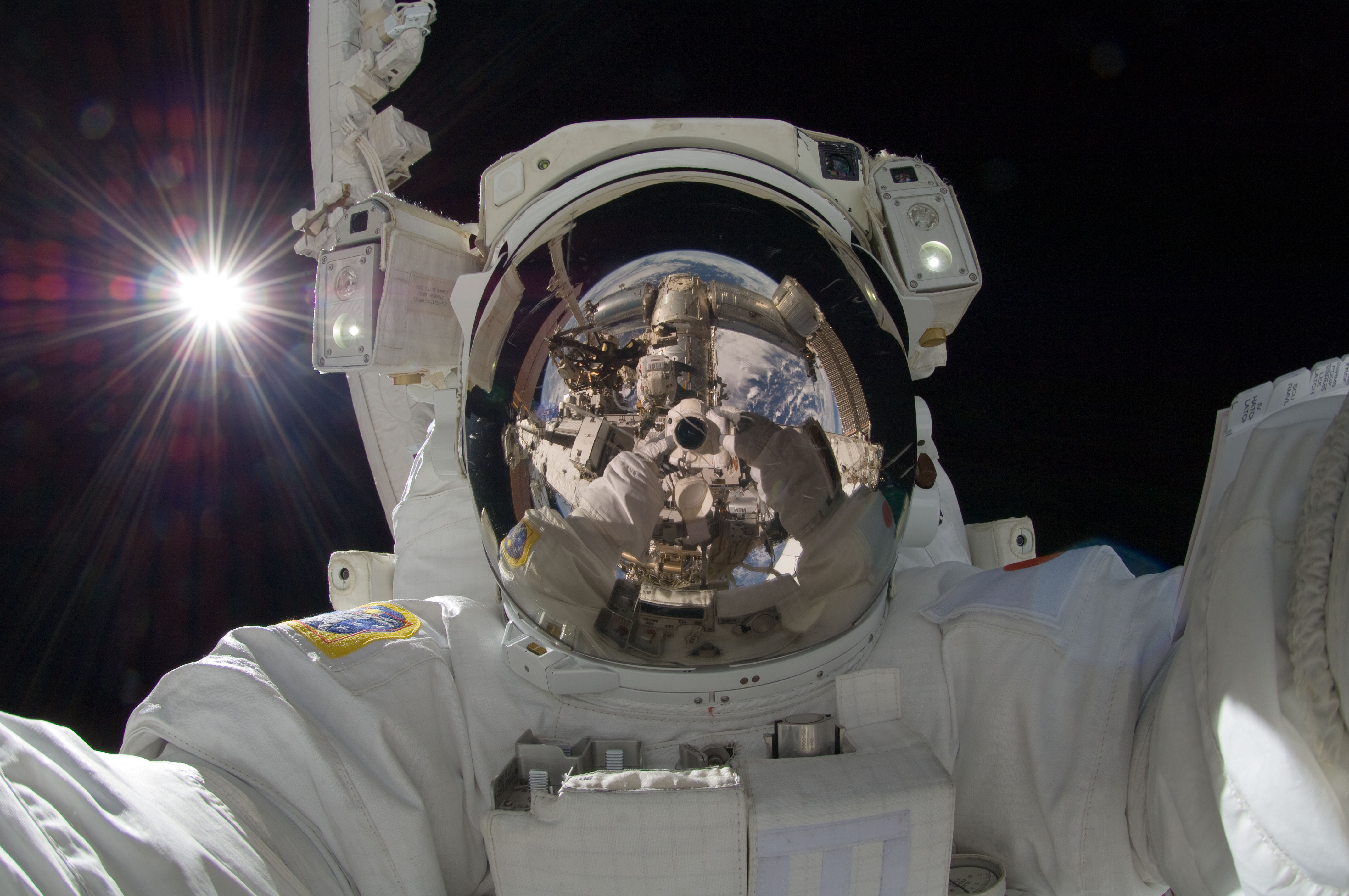
Akihiko Hoshide a réalisé un selfie alors qu'il sortait hors de la station le 5 septembre 2012.
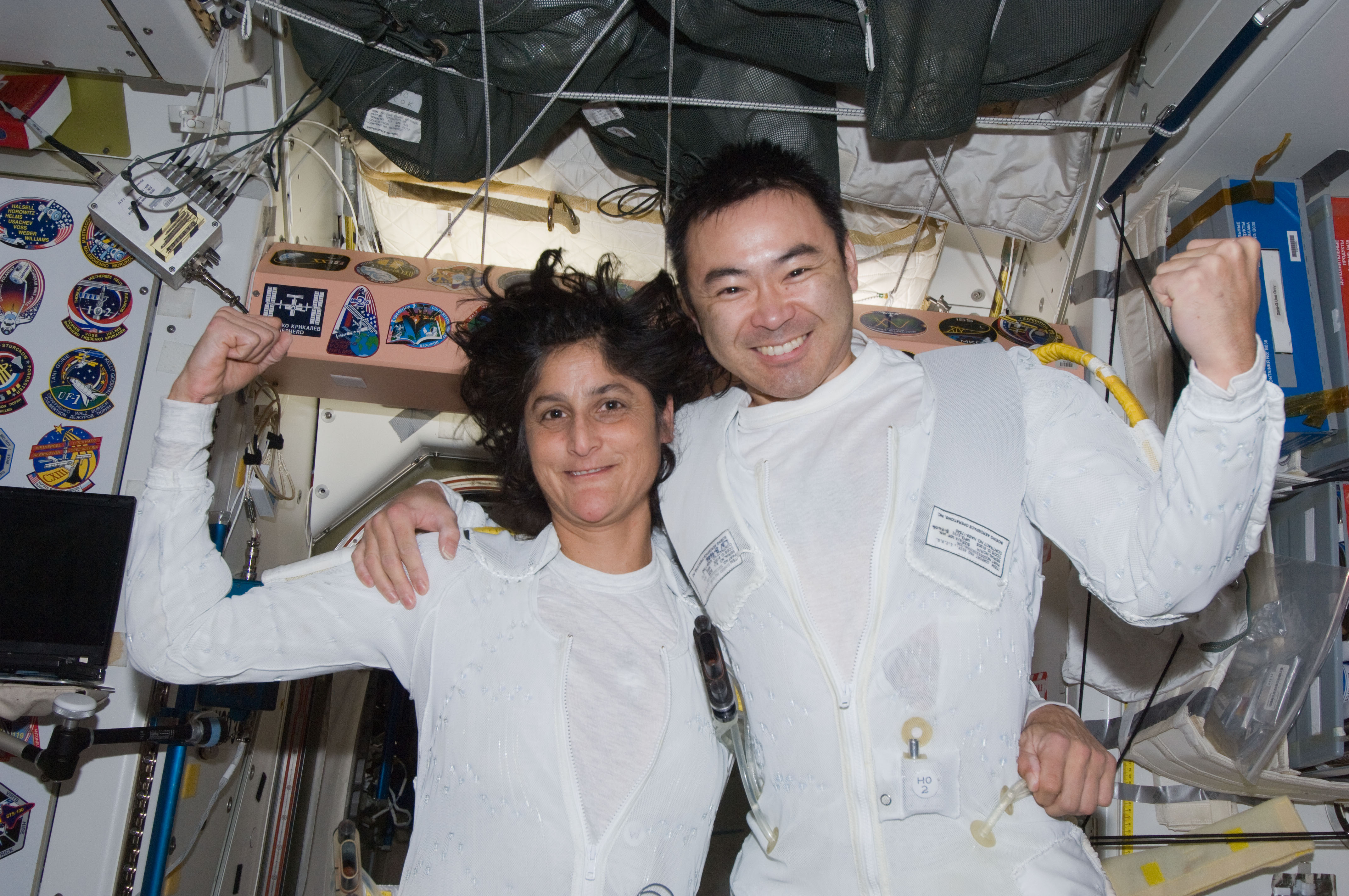
Avec sa collègue américaine Sunita Williams célèbrent la réussite de leur deuxième sortie extravéhiculaire, en septembre 2012.
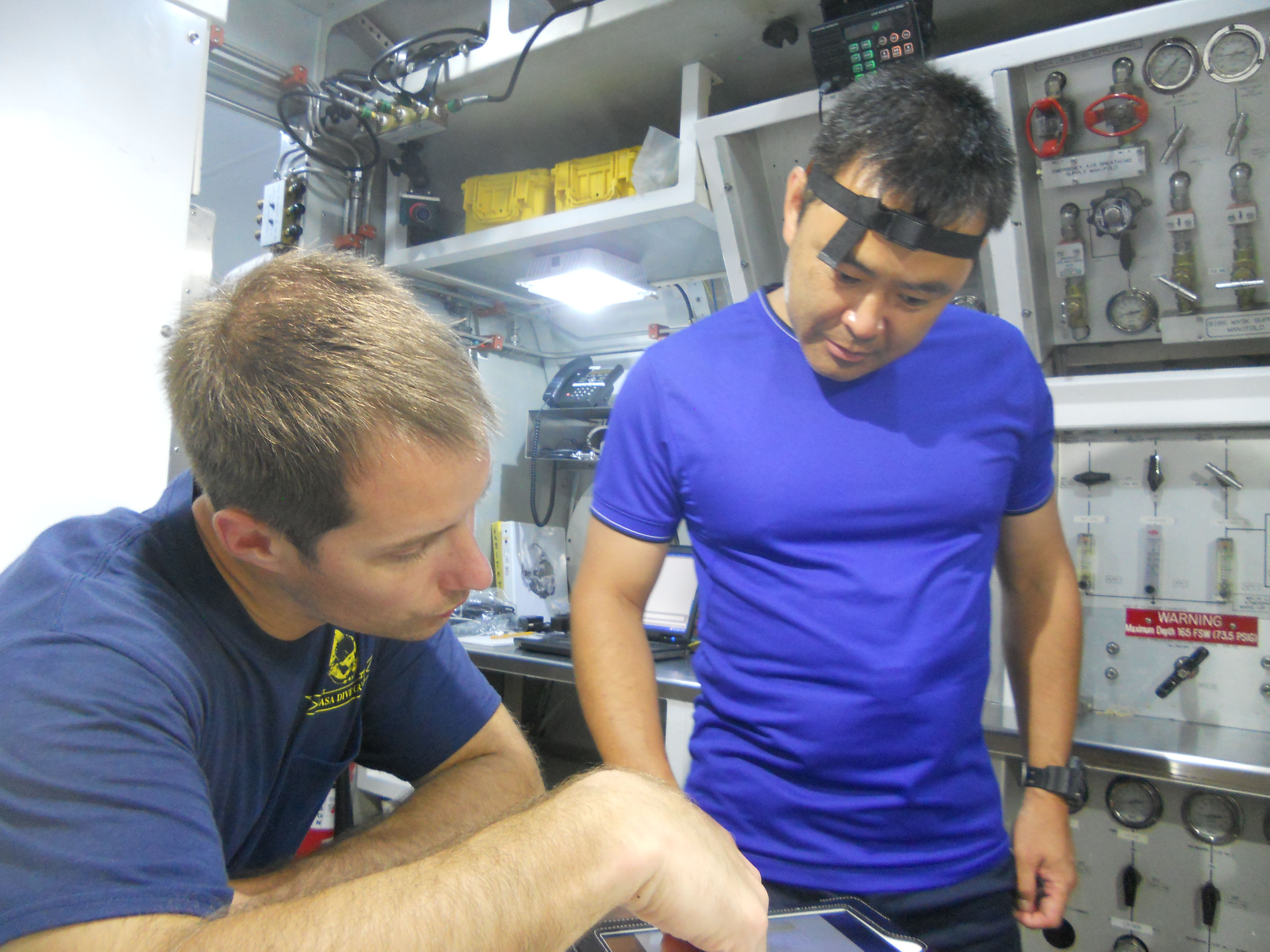
Avec Thomas Pesquet, lors de la mission de simulation NEEMO-18.